# Carroll Nye
Carroll Nye, il cui nome completo fu Robert Carroll Nye (Akron, 4 ottobre 1901 – North Hollywood, 17 marzo 1974), è stato un attore statunitense che iniziò a lavorare per il cinema negli anni venti - all'epoca del muto - spesso in ruoli da protagonista.
All'avvento del sonoro continuò la sua carriera, essenzialmente di caratterista in ruoli di secondo piano, fino agli anni quaranta. In Via col vento (1939), fu interprete di Franco Kennedy, il secondo marito di Rossella O'Hara.

## Filmografia
- Three Wise Crooks, regia di F. Harmon Weight (1925)
- Classified, regia di Alfred Santell (1925)
- Cupid à la Carte, regia di Daniel Keefe - cortometraggio (1926)
- The Earth Woman, regia di Walter Lang (1926)
- The Impostor, regia di Chet Withey (Chester Withey) (1926)
- Her Honor, the Governor, regia di Chester Withey (1926)
- Kosher Kitty Kelly, regia di James W. Horne (1926)
- What Every Girl Should Know, regia di Charles F. Reisner (Charles Reisner) (1927)
- The Brute, regia di Irving Cummings (1927)
- The Black Diamond Express, regia di Howard Bretherton (1927)
- The Heart of Maryland, regia di Lloyd Bacon (1927)
- The Rose of Kildare, regia di Dallas M. Fitzgerald (1927)
- Death Valley, regia di Paul Powell (1927)
- The Silver Slave, regia di Howard Bretherton (1927)
- The Girl from Chicago, regia di Ray Enright (1927)
- Little Mickey Grogan, regia di James Leo Meehan (1927)
- A Race for Life, regia di D. Ross Lederman (1928)
- The Sporting Age, regia di Erle C. Kenton (1928)
- Powder My Back, regia di Roy Del Ruth (1928)
- Rinty of the Desert, regia di D. Ross Lederman (1928)
- La fortuna dei mariti (Craig's Wife), regia di William C. de Mille (1928)
- The Perfect Crime, regia di Bert Glennon (1928)
- Mentre la città dorme (While the City Sleeps), regia di Jack Conway (1928)
- Land of the Silver Fox, regia di Ray Enright (1928)
- Jazzland, regia di Dallas M. Fitzgerald (1928)
- Confession, regia di Lionel Barrymore - cortometraggio (1929)
- La flotta del cielo (The Flying Fleet), regia di George W. Hill (1929)
- The Squall, regia di Alexander Korda (1929)
- The Girl in the Glass Cage, regia di Ralph Dawson (1929)
- Light Fingers, regia di Joseph Henabery (1929)
- Madame X, regia di Lionel Barrymore (1929)
- L'enigma dell'alfiere nero (The Bishop Murder Case), regia di Nick Grinde (1930)
- Sons of the Saddle, regia di Harry J. Brown (Harry Joe Brown) (1930)
- La moglie n. 66 (The Lottery Bride), regia di Paul L. Stein (1930)
- Via col vento (Gone with the Wind), regia di Victor Fleming (1939)
- The Trail Blazers, regia di George Sherman (1940)